# Mercy-le-Haut
Mercy-le-Haut és un municipi francès del Departament de Meurthe i Mosel·la a la regió del Gran Est. És la frontera entre Bèlgica i França.